# Lianema tenuicornis
Lianema tenuicornis là một loài bọ cánh cứng trong họ Cerambycidae.